# سيد جاكسون (نقابي)
سيد جاكسون (بالإنجليزية: Syd Jackson)‏ هو نقابي نيوزيلندي، ولد في 1939، وتوفي في 3 سبتمبر 2007.